# المبارية
المبارية قرية سعودية، في محافظة المويه بمنطقة مكة المكرمة، تقع في شرق مدينة الطائف بمسافة نحو ( ) كم.

## أنظر أيضًا
- المنشية (محافظة المويه)
- المورقية
- الناصرية (محافظة المويه)